# Abies amabilis
Abies amabilis, el abeto del Pacífico o abeto púrpura es una especie arbórea de conífera nativa del noroeste del Pacífico en Norteamérica. 

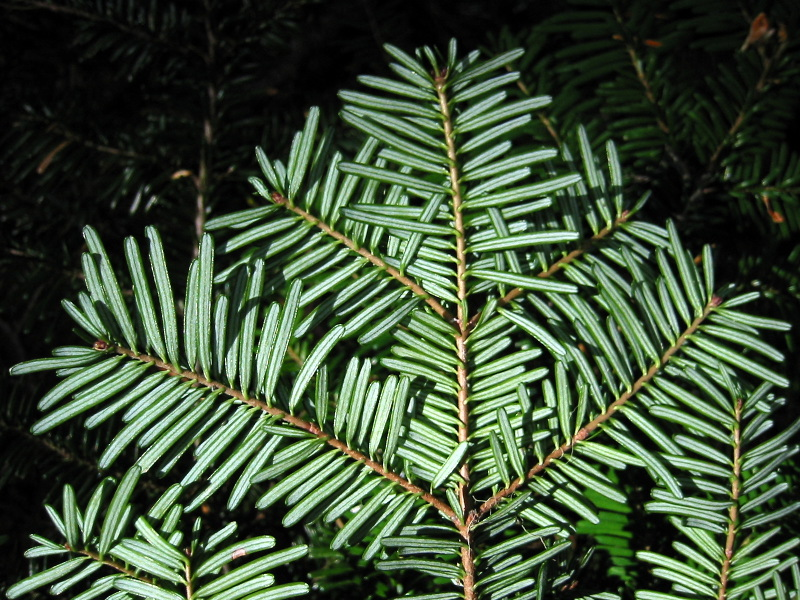
Follaje base

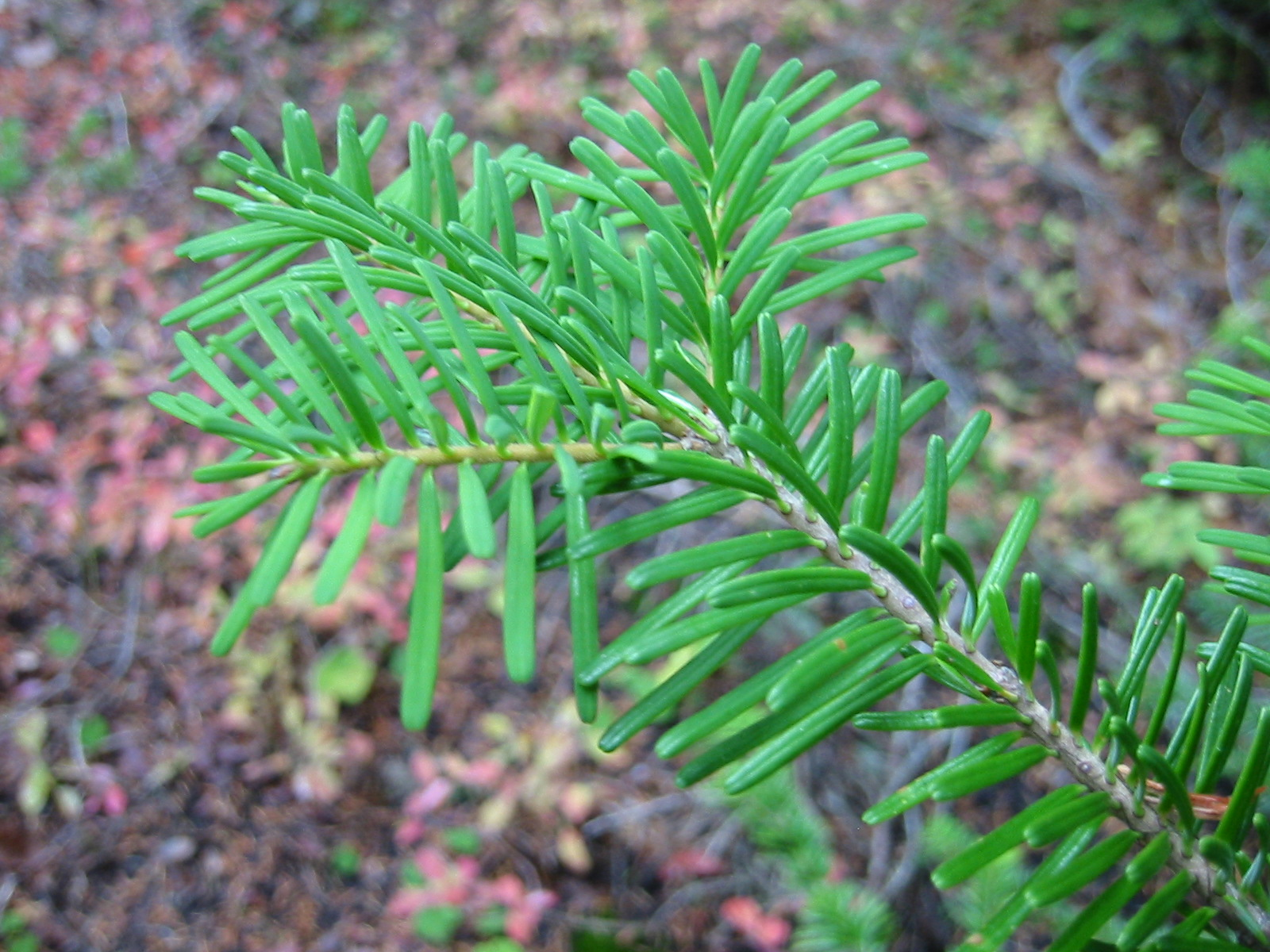
Follaje final

## Distribución

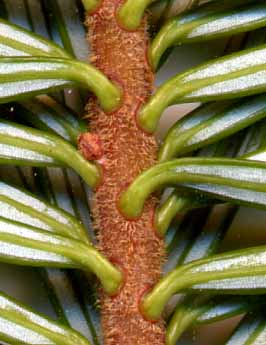
Brote visto por debajo, se aprecia la corta pubescencia y las dos bandas blancas de estomas.

Se extiende entre la Cadena costera del Pacífico y la Cordillera de las Cascadas, desde el extremo sureste de Alaska, a través de Columbia Británica occidental, Washington y Oregón, hasta el extremo noroeste de California. Crece tanto a nivel del mar como en altitudes superiores a los 1500 m en el norte y a 1000-2300 m en el sur, siempre en bosques templados húmedos con veranos húmedos y frescos y precipitaciones relativamente altas. 

## Descripción
Es un gran árbol perenne que alcanza los 30-45 m (excepcionalmente 72 m) de altura y 1,2 m (excepcionalmente 2,3 m) de diámetro en el tronco. La corteza de los árboles jóvenes es de color gris claro cubierta de burbujas de resina, en los ejemplares viejos se oscurece y desarrolla escamas y grietas. Las hojas, aplanadas y en forma de aguja, miden de 2-4,5 cm de longitud y 2 mm de ancho, con el haz verde oscuro y dos bandas blancas de estomas en el envés. Las piñas son de 9-17 cm de longitud y 4-6 cm de ancho, son de color púrpura oscuro antes de madurar. Las semillas aladas son liberadas cuando las piñas se deshacen al madurar, alrededor de 6 o 7 meses después de la polinización.

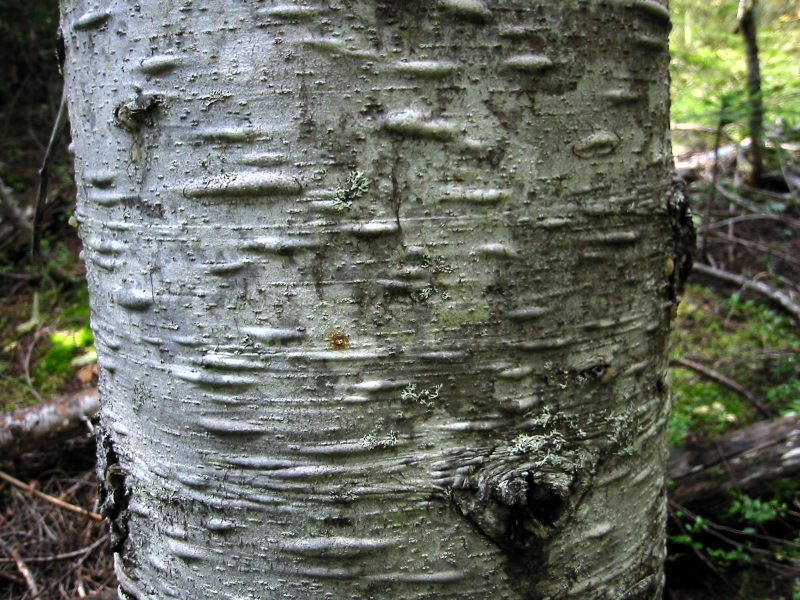
Corteza del Abies amabilis

Abies amabilis está estrechamente emparentado con Abies mariesii de Japón, que se distingue por sus hojas ligeramente más cortas (1,5-2,5 cm) y piñas más pequeñas (5-11 cm largo).

## Usos y expansión
La madera es blanda, no demasiado fuerte, y se usa para pasta de papel, embalajes y otros empleos propios de la madera barata. Las hojas desprenden un aroma muy agradable. A veces se usa como decoración navideña. También se planta como árbol ornamental en parques de cierta extensión. Su entorno deber ser fresco, los veranos cálidos limitan su área de expansión. Ha sido acogido en áreas tan distantes como el oeste de Escocia y el sur de Nueva Zelanda.

## Taxonomía
Abies amabilis fue descrita por Douglas ex J.Forbes y publicado en Pinetum Woburnense 125, pl. 44. 1839.
Etimología
Abies: nombre genérico que viene del nombre latino de Abies alba.
amabilis: epíteto latino que significa "que merece ser amado".
Sinonimia
- Abies grandis Hook.
- Picea amabilis (Douglas ex J.Forbes) Loudon
- Pinus amabilis (Douglas ex J.Forbes) Parl.
- Thuja gigantea Gordon[7][8]